# Ida Henrietta Hyde
Ida Henrietta Hyde   (Davenport, 8 de setembre de 1857 - Berkeley, 22 d'agost de 1945) va ser una fisiòloga dels Estats Units.
Era profundament preocupada per la salut i la higiene públiques. Va investigar una gran varietat de fenòmens inusuals, des dels efectes d'escoltar música sobre la pressió arterial i el cor mesurats mitjançant un electrocardiograma, fins al resultat de la privació d'oxigen al cervell de les llagostes. Va desenvolupar un microelectrode molt potent amb la qual era possible estimular cèl·lules individualment. Això va ser un enorme avenç en la història de la neurofisiologia.

## Biografia
Hyde va nàixer a Davenport un poble xicotet de l'estat d'Iowa, filla dels alemanys Babette Loewenthal i Meyer H. Heidenheimer que havien emigrat cap als Estats Units abans del seu naixement. Van anglicitzar el cognom en Hyde. La seua mare es va mudar a Chicago amb els seus quatre fills després que el seu pare desaparegués. A Chicago, la família va obrir una botiga florent, però per desgràcia va ser destruïda al gran incendi de Chicago de 1871. Després d'això, Ida va haver de començar a treballar com a aprenent de barretera amb només catorze anys.
Quan treballava de barretera, va descobrir un llibre d'Alexander von Humboldt que li va canviar la vida: Ansichten der Natur (Pensaments sobre la naturalesa). Aleshores es va aficionar a la biologia, i va començar a assistir a classes a la Universitat d'Illinois. La família d'Hyde es va negar a ajudar-la per pagar la seva formació mentre aportava fons als estudis universitaris del seu germà gran. Sota la pressió financera, Hyde va trigar deu anys a completar els seus estudis universitaris, de vegades treballant com a mestra per arribar a fi.
Però el seu germà es va posar malalt i va haver d'abandonar les classes i va començar a treballar de mestra. Va estudiar a la Universitat Cornell. Després viatjà fins a Europa i es doctorà per la Universitat de Heidelberg, on va ser la tercera dona en aconseguir-ho. Després de passar per Nàpols i Berna, va tornar als Estats Units i va treballar a les universitats de Kansas (KU) i Harvard. Ni a Kansas ni enlloc mai no va obtenir l'equitat salarial amb els seus homòlegs masculins. El 1899 va crear el departament de fisiologia la universitat de Kansas i el va abandonar el 1916 perquè el comitè preferia un home com a cap de departament.
A la seua tesi de final de grau a Cornell va descobrir una vàlvula a les venes coronàries del cor humà. A les universitats de Harvard i Kansas va estudiar el funcionament del cor humà i la resposta cardíaca a l'estrés. No obstant això, el seu descobriment més important va ser la creació d'un microelectrode prou potent com per a estimular teixits electrònicament i, a més a més, era suficientment xicotet per a injectar o extraure teixits d'una cèl·lula.
A més de ser una força pionera al seu camp de recerca, tenia un compromís molt desenvolupat amb altres dones. El 1927, va establir un fons de beques a la universitat de Kansas per a dones que cursaven carreres en ciències. Va concedir una beca similar a Cornell i va dotar l'Association of American University Women (Associació de Dones Universitàries Americana) de la beca internacional Ida H. Hyde. Més de cent dones han beneficiat directament de la seva generositat.